# Stazione di Ulan-Udė
La stazione di Ulan-Udė (in russo Улан-Удэ?) è la principale stazione ferroviaria di Ulan-Udė. Aperta nel 1900 posta sulla Ferrovia Transiberiana.

## Storia
La stazione venne inaugurata nel 1900.